# Wireshark
Wireshark — программа-анализатор трафика для компьютерных сетей Ethernet и некоторых других. Имеет графический пользовательский интерфейс. Изначально проект назывался Ethereal, но из-за проблем с торговой маркой в июне 2006 года проект был переименован в Wireshark.
Функциональность, которую предоставляет Wireshark, очень схожа с возможностями программы tcpdump, однако Wireshark имеет графический пользовательский интерфейс и гораздо больше возможностей по сортировке и фильтрации информации. Программа позволяет пользователю просматривать весь проходящий по сети трафик в режиме реального времени, переводя сетевую карту в неразборчивый режим (англ. promiscuous mode).
Программа распространяется под свободной лицензией GNU GPL и использует для формирования графического интерфейса кроссплатформенную библиотеку GTK+ (планируется переход на Qt). Существуют версии для большинства UNIX-подобных систем, в том числе GNU/Linux, Solaris, FreeBSD, NetBSD, OpenBSD, macOS, а также для Windows.
Wireshark — это приложение, которое «знает» структуру самых различных сетевых протоколов, и поэтому позволяет разобрать сетевой пакет, отображая значение каждого поля протокола любого уровня. Поскольку для захвата пакетов используется pcap, существует возможность захвата данных только из тех сетей, которые поддерживаются этой библиотекой. Тем не менее, Wireshark умеет работать с множеством форматов входных данных, соответственно, можно открывать файлы данных, захваченных другими программами, что расширяет возможности захвата. Для расширения возможностей программы возможно использование скриптового языка Lua.